# Клинок (Вигоницький район)
Клинок (рос. Клинок) — присілок в Вигоницькому районі Брянської області Російської Федерації.
Населення становить 41 особу. Входить до складу муніципального утворення Вигоницьке міське поселення.

## Історія
Від 2005 року входить до складу муніципального утворення Вигоницьке міське поселення.

## Населення
| 2010 | 2013 |
| ---- | ---- |
| 52   | ↘41  |